# El pastor Quijótiz
El pastor Quijótiz es una continuación del Quijote, escrita por el aragonés José Camón Aznar y publicada en Madrid en 1969.

## Argumento de la obra
El libro relata la vida de Don Quijote después de su vencimiento. De conformidad con los propósitos anunciados en la obra de Miguel de Cervantes, Don Quijote se dedica a la vida pastoril en compañía de su escudero Sancho Panza. Su errar por los campos los lleva brevemente a Toledo y también pernoctan en la venta en la que don Quijote fue armado caballero, donde unos arrieros golpean brutalmente al protagonista. Marchan de allí y llegan a una casa cuya dueña, Doña Celsa, cura las heridas de don Quijote junto con su hija Leonor. Topan luego con unos loqueros, un médico y un cura que conducen a un loco al manicomio de Toledo, y que intentan hacer lo mismo con don Quijote. Éste es liberado por la oportuna intervención de un joven que tras leer el libro de Cervantes, ha decidido imitarlo y hacerse caballero, aunque después de despedirse de don Quijote y Sancho el joven es capturado por los loqueros y conducido al manicomio. 
Tras un encuentro con un ermitaño llamado fray Julián y la muerte de éste, Don Quijote y Sancho llegan El Toboso, en busca de la señora Dulcinea. Don Quijote es recibido allí por la auténtica Aldonza Lorenzo, a quien se describe como una mujer de cierta posición en la localidad. Decidido a partir a Roma, con el propósito de que el Papa le levante la condición impuesta por el Caballero de la Blanca Luna de no tomar armas en un año, Don Quiijote se deshace de las ovejas y emprende con Sancho el camino, pero casi enseguida se enfrentan con un grupo de soldados, que matan a su escudero.
Don Quijote, solo, continúa recorriendo tierras. Tras el macabro encuentro con un peregrino que había vendido su alma al diablo, don Quijote traba conversación con un caballero, don Lorenzo Artal, que se dirige a las justas de Zaragoza y le pide que lo acompañe. Antes de llegar a la ciudad, Don Quijote se aparta de don Lorenzo para auxiliar a unos leprosos y protagoniza otros episodios. Llega finalmente a Zaragoza, donde aparece el duque, que derrota a don Lorenzo en las justas. Don Quijote, ocultando su identidad bajo el nombre de Caballero de las Tres Antorchas, interviene en las justas y vence al Duque, que se percata de quién es su contrincante pero se guarda muy bien de decirlo.
Después de las justas, Don Quijote acompaña a Don Lorenzo Artal a su casa, donde pasan varios días en gran tranquilidad, hasta que pasa por el lugar la compañía teatral de Angulo el Malo. Don Lorenzo pide a los actores que presenten un espectáculo para entretener a su huésped, pero la compañía elige un paso de tema quijotesco, y al advertir que en la obra se hace burla de Dulcinea, Don Quijote monta en cólera y ataca a los actores, que terminan matándolo.

## Capítulos de la obra
I.- Don Quijote se quijotiza en la derrota.
II.- El pastor Quijótiz.
III.- Don Quijote resucita armado de pastor.
IV.- Por última vez, los molinos, y por primera, la cárcel.
V.- Don Quijote frente a Don Quijote.
VI.- Una pausa para la reflexión.
VII.- Prados para el pastor Quijótiz.
VIII.- El pastor Quijótiz hace temblar dos corazones.
IX.- Dos locos y dos sensatos.
X.- También don Quijote hace milagros.
XI.- Donde se aclara quién era Dulcinea.
XII.- Ahora el amor convierte a Aldonza Lorenzo en Dulcinea.
XIII.- El pastor Quijótiz se convierte en don Quijote de la Mancha.
XIV.- Sancho Zancas.
XV.- El diablo puede ser vencido.
XVI.- El gran caballero explica la Orden de Caballería andante a otros caballeros.
XVII.- Imagen de la piedad.
XVIII.- Fiereza de don Quijote entre las fieras de la montaña.
XIX.- ¿Sueño? ¿Aventura? 
XX.- Para tal universo, tal hombre.
XXI.- Otra vez el duque de las burlas.
XXII.- El pastor Quijótiz venga a don Quijote de la Mancha.
XXIII.- Falso capitán y valor verdadero.
XXIV.- Alonso Quijano muere en brazos de don Quijote de la Mancha.